# Cerceda (La Coruña)
Cerceda es un municipio de la provincia de La Coruña (Galicia, España), perteneciente a la comarca de Órdenes. Posee un parque acuático de gran atractivo turístico y un gran pazo (en Lavandeiras). Su población en 2019, según el INE, era de 5.001 habitantes. La central térmica de Meirama, situada en el municipio, tuvo tanto peso en el pasado que su silueta figura en el escudo de Cerceda.

## Geografía humana

### Demografía
Cuenta con una población de 5085 habitantes (INE 2024).
| Gráfica de evolución demográfica de Cerceda entre 1842 y 2021                                                         |
| |
| Población de derecho según los censos de población del INE. Población de hecho según los censos de población del INE. |

## Parroquias
Parroquias que forman parte del municipio:
- Cerceda (San Martiño)
- Engrobas[4]
- Gesteda[4]
- Meirama (Santo André)
- Queijas[4]
- Rodís (San Martiño)

## Fiestas
- Las fiestas más importantes se celebran a mediados de junio (Fiestas de Nuestra Señora del Monte Carmelo).
- En A Silva se celebra "A Feira das Nenas" (el tercer domingo del mes de abril), el "San Cristóbal" (el primer domingo del mes de julio) y el Espíritu Santo (siete semanas después de la Pascua).
- En Meirama se celebran "As Dores" en el mes de septiembre. Era —ya no lo es— una romería tradicional en la que los vecinos de otras parroquias se acercaban a la de Meirama para honrar a Nuestra Señora de los Dolores y en la que se terminaba con una comida campestre.